# Inés Faddi
Inés Faddi (en arabe : إيناس فادي) de son nom complet Inés Faddi Id Guedouz, née le 3 avril 2001 à Saragosse (Espagne), est une footballeuse internationale marocaine qui joue au poste de milieu de terrain à l'AEM Lérida.

## Carrière en club
Après avoir évolué au club d'Estadio Miralbueno El Olivar, Inés Faddi joue une saison au Zaragoza CFF avant d'évoluer deux saisons du côté du Deportivo Oliver, de 2017 à 2019. Elle prend ensuite la direction de l'AEM Lleida avec lequel elle découvre la deuxième division nationale.
Après deux saisons au club de Lérida, elle rejoint en 2021, l'équipe de Grenade CF avec laquelle elle parvient à accéder à la première division.

### Avec le SE AEM Lérida (2019-2021)
Inés Faddi poursuit alors sa formation à l'AEM Lérida. Elle dispute son premier match de la saison le 8 septembre 2019 en étant titularisée par Roger Lamesa Grau contre la réserve du FC Barcelone dans le cadre de la 1re journée de championnat qui se termine par une défaite de son équipe 3 buts à 1.
Mais cette saison ne va pas jusqu'à son terme en raison de la Pandémie de Covid-19. Ainsi, Lérida qui termine à la 7e place, se maintient pour la saison suivante.
En raison de la pandémie, la saison qui suit (2020-2021) ne débute qu'en novembre 2020 et Lérida affronte donc pour son premier match le Zaragoza CFF, l'ancien club d'Inès Faddi. Rencontre durant laquelle elle inscrit le but égalisateur de son équipe qui permet à Lérida d'obtenir le point du nul.
Lérida s'étant qualifié pour les play-offs, Inès Faddi inscrit son deuxième but de la saison le 16 mai 2021 contre la réserve du Madrid CFF (victoire, 2-0). 
À l'issue de la saison, Lérida valide son maintien et Inès Faddi dispute un total de 22 matchs dont 15 en tant que titulaire. Toutefois, alors qu'elle vient de faire ses débuts avec le Maroc, elle ne prolonge pas avec le club.

### Avec Grenade et premiers pas en Liga (2021-2024)

#### Première saison
Après deux saisons passées à l'AEM Lérida où elle parfait sa formation, Inès Faddi change de région pour rejoindre le Grenade CF durant l'intersaison 2021. L'équipe évoluant en deuxième division.
Elle dispute son premier match sous ses nouvelles couleurs, le 4 septembre 2021 en entrant en jeu en fin de partie contre Femarguin (victoire, 2-0). Elle connaît sa première titularisation le 2 octobre 2021 face à La Solana lors de la 4e journée de championnat (victoire, 1-2).
Inés Faddi compte 24 matchs joués à l'issue de sa première saison avec le club grenadin pour 6 titularisations.

#### Deuxième saison
Alors que le championnat change de formule pour passer à une poule unique de 16 équipes, au lieu de deux, Inés Faddi entame sa deuxième saison avec le club andalou en étant titularisée par Roger Lamesa Grau le 25 septembre 2022 contre son ancien club l'AEM Lleida contre qui Grenade s'incline 1-0.
Titularisée à 9 reprises, Inés Faddi dispute 25 matchs à l'issue de cette deuxième saison avec Grenade. Le club réussit à accéder à la Liga après avoir remporté les barrages contre Osasuna et La Corogne.

#### Troisième saison
Inés Faddi poursuit son aventure avec Grenade et découvre l'élite du football féminin espagnol. Elle fait ses premiers pas en Liga le 14 octobre 2023 en entrant en fin de partie face à l'Atlético de Madrid (défaite, 5-2). 
Une saison difficile pour le club andalou qui lutte pour le maintien. Victime de la concurrence à son poste, elle connaît très peu de temps de jeu durant cette saison 2023-2024 (10 minutes de jeu en 3 matchs joués).
Grenade parvient à se maintenir en terminant à la 14e place au classement avec 27 points à deux longueurs devant le premier relégable, Villarreal. Toutefois, Inès Faddi qui est très peu utilisée par son entraîneur, ne prolonge pas avec le club.

### Retour à Lérida (depuis 2024)
Après trois saisons passées du côté de Grenade, Ines Faddi fait son retour à l'AEM Lérida qui évolue en deuxième division. Le club annonce sa signature le 11 juillet 2024.
Elle dispute son premier match de la saison en entrant en jeu le 8 septembre 2024 contre Murcie pour le compte de la 1re journée de championnat dans une rencontre qui se termine par une défaite de son équipe 2 buts à 0.
Elle inscrit son premier but de la saison le 2 mars 2025 contre Getafe dans le cadre de la 19e journée de championnat (victoire, 2-3). 
Le 23 mars 2025 face au Villarreal, elle inscrit l'unique but du match et marque par la même occasion son deuxième but de la saison. La journée qui suit, contre Sporting Club de Huelva, elle récidive avec un autre but et contribue à la victoire de son équipe (2-0).

## Carrière internationale

### Maroc -23 ans
Alors que la sélection vient d'être créée, Inés Faddi, qui a déjà connue l'équipe A au préalable, est convoquée par Stéphane Nado pour disputer une double confrontation amicale face au Cameroun les 6 et 9 avril 2023 au Complexe Mohammed VI. Remplaçante lors de la première manche (défaite 2-1), elle dispute la deuxième rencontre en tant que titulaire (défaite 1-0).
Durant le mois de septembre 2023, elle reçoit une convocation de la part de Dimitri Lipoff pour prendre part à une double confrontation amicale face à l'Islande au Complexe Mohammed VI. Elle est titularisée lors de la première manche, le 22 septembre qui se termine par une défaite marocaine 3 buts à 2, et entre en en jeu à la place de Zineb Erroudany lors de la deuxième manche qui se solde par un score vierge.

### Équipe du Maroc
Inés Faddi fait ses débuts en équipe A le 14 juin 2021 sous la houlette de Reynald Pedros en entrant en jeu contre le Mali dans les dix dernières minutes à la place de Sabah Seghir. Ce match amical se termine par une victoire marocaine 3 buts à 2.

## Statistiques

### Statistiques détaillées en club
Le tableau suivant recense les statistiques d'Inés Faddi en club.
| Saison                | Club                  | Championnat           | Championnat | Championnat | Coupe(s) nationale(s) | Coupe(s) nationale(s) | Autres compétitions | Autres compétitions | Autres compétitions | Total | Total |
| Saison                | Club                  | Division              | M.          | B.          | M.                    | B.                    | Comp.               | M.                  | B.                  | M.    | B.    |
| 2019-2020             | AEM Lérida            | Segunda División Pro  | 21          | 0           | -                     | -                     | -                   | -                   | -                   | 21    | 0     |
| 2020-2021             | AEM Lérida            | Segunda División Pro  | 22          | 2           | -                     | -                     | -                   | -                   | -                   | 22    | 2     |
| Sous-total            | Sous-total            | Sous-total            | 43          | 2           | -                     | -                     | -                   | -                   | -                   | 43    | 2     |
| 2021-2022             | Grenade CF            | Segunda División Pro  | 24          | 0           | 3                     | 0                     | CA                  | 1                   | 0                   | 28    | 0     |
| 2022-2023             | Grenade CF            | Primera Federación    | 25          | 0           | 4                     | 0                     | CA                  | 1                   | 0                   | 30    | 0     |
| 2023-2024             | Grenade CF            | Liga F                | 3           | 0           | 3                     | 0                     | CA                  | 1                   | 0                   | 7     | 0     |
| Sous-total            | Sous-total            | Sous-total            | 52          | 0           | 10                    | 0                     | -                   | 3                   | 0                   | 65    | 0     |
| 2024-2025             | AEM Lérida            | Primera Federación    | 26          | 3           | 3                     | 0                     | CC                  | 2                   | 0                   | 31    | 3     |
| Total sur la carrière | Total sur la carrière | Total sur la carrière | 102         | 13          | 6                     | 0                     | -                   | 5                   | 0                   | 113   | 13    |

### En sélection

#### Maroc -23 ans
Le tableau suivant liste les rencontres d'Inés Faddi avec l'équipe du Maroc des -23 ans
| # | Date              | Stade                      | Adversaire | Résultat | Minutes | Compétition  | But inscrit | Passe décisive | Club       |
| - | ----------------- | -------------------------- | ---------- | -------- | ------- | ------------ | ----------- | -------------- | ---------- |
| 1 | 6 avril 2023      | Complexe Mohammed VI, Salé | Cameroun   | 1 – 2    | -       | Match amical | 0           | 0              | Grenade CF |
| 2 | 9 avril 2023      | Complexe Mohammed VI, Salé | Cameroun   | 0 – 1    | -       | Match amical | 0           | 0              | Grenade CF |
| 3 | 22 septembre 2023 | Complexe Mohammed VI, Salé | Islande    | 2 – 3    | 90      | Match amical | 0           | 0              | Grenade CF |
| 4 | 25 septembre 2023 | Complexe Mohammed VI, Salé | Islande    | 0 – 0    | 2       | Match amical | 0           | 0              | Grenade CF |

| Résultat : - G = Match gagné - N = Match nul - P = Match perdu |

#### Équipe du Maroc
Le tableau suivant liste les rencontres d'Inés Faddi avec l'équipe du Maroc :
| # | Date         | Stade               | Adversaire | Résultat | Minutes | Compétition  | But inscrit | Passe décisive | Club   |
| - | ------------ | ------------------- | ---------- | -------- | ------- | ------------ | ----------- | -------------- | ------ |
| 1 | 14 juin 2021 | Stade Moulay Hassan | Mali       | 3 – 2    | 10      | Match amical | 0           | 0              | SE AEM |

## Palmarès
Granada CF (1)
- Coupe d'Andalousie (1)
  - Vainqueure : 2021